# Шпанац (ТВ серија)
Шпанац је југословенска телевизијска мини-серија из 1982. године. Режирао ју је Сава Мрмак, а сценарио је написао Синиша Павић по мотивима из књиге „Први кораци ка слободи“ Миће Јеремића.

## Кратак садржај
Серија прати живот револуционара и народног хероја Жикице Јовановића Шпанца од почетка рата у Југославији, априла 1941. до почетка устанка, јула 1941. године. У серији је сликовито приказана прва устаничка акција у Србији, која се одиграла 7. јула 1941. године у Белој Цркви.

## Улоге
| Глумац                    | Улога                                           |
| ------------------------- | ----------------------------------------------- |
| Данило Лазовић            | Жикица Јовановић Шпанац                         |
| Мира Ступица              | Жикицина мајка                                  |
| Владан Живковић           | Миша Пантић                                     |
| Душан Тадић               | Чеда Милосављевић                               |
| Мирко Буловић             | Богдан Лончар                                   |
| Богдан Јакуш              | Миленко Браковић                                |
| Бранко Ђурић              | Кића Миловановић                                |
| Драган Максимовић         | Жандар                                          |
| Милош Жутић               | Александар Цинцар Марковић                      |
| Ташко Начић               | Власник кафане                                  |
| Боро Стјепановић          | Сељак                                           |
| Душан Војновић            | Мића Јеремић                                    |
| Ерол Кадић                | Милорад Павловић Шица                           |
| Зоран Ранкић              | Миодраг Стаматовић, истражни судија             |
| Богољуб Петровић          | Цветин Солдатовић                               |
| Власта Велисављевић       | Средоје Кнежевић, председник општине Бела Црква |
| Душан Голумбовски         | Радио-спикер                                    |
| Јелица Сретеновић         | Љубица Милатовић                                |
| Марко Николић             | Поручник краљеве војске                         |
| Тома Курузовић            | Управник ваљевске полиције                      |
| Божидар Павићевић Лонга   | Четнички потпоручник                            |
| Милан Пузић               | Ђенерал Данило Калафатовић                      |
| Вељко Мандић              | Александар Божовић, домар                       |
| Миленко Павлов            | Војник краљеве војске                           |
| Деметер Битенц            | генерал Максимилијан фон Вајхс                  |
| Марјан Сриенц             |                                                 |
| Олга Познатов             |                                                 |
| Славољуб Плавшић Звонце   |                                                 |
| Рамиз Секић               | прeвoдилaц                                      |
| Мида Стевановић           |                                                 |
| Љуба Ковачевић            |                                                 |
| Душан Јакшић              |                                                 |
| Слободан Колаковић        |                                                 |
| Марко Симчић              |                                                 |
| Љубо Шкиљевић             |                                                 |
| Јован Никчевић            |                                                 |
| Бојaн Мaрошeвич           |                                                 |
| Звоне Хрибар              |                                                 |
| Бошко Пулетић             |                                                 |
| Рас Растодер              |                                                 |
| Ђорђе Јовановић           | полицијски агент                                |
| Милан Богуновић           |                                                 |
| Милутин Бутковић          |                                                 |
| Прeдрaг Милинкoвић        |                                                 |
| Бранислав Цига Миленковић | Циган                                           |
| Милош Кандић              | сељак                                           |
| Миодраг Лазаревић         |                                                 |
| Златибор Стоимиров        |                                                 |
| Тоне Кунтнер              |                                                 |

Комплетна ТВ екипа  ▼
| Редитељ                   | Сава Мрмак           | (2 еп. 1982)                         |
| Сценариста                | Синиша Павић         | (2 еп. 1982)                         |
| Продуцент                 | Зоран Милатовић      | продуцент (2 еп. 1982)               |
| Композитор                | Варткес Баронијан    | (непознат број епизода)              |
| Директор фотографије      | Александар Рибић     | (2 еп. 1982)                         |
| Mонтажер                  | Радомир Тодоровић    | (2 еп. 1982)                         |
| Сценограф                 | Слободан Рундо       | (2 еп. 1982)                         |
| Уметнички директор        | Александар Петровић  | (2 еп. 1982)                         |
| Костимограф               | Дивна Јовановић      | (2 еп. 1982)                         |
| Одсек за шминку           | Мирјана Стевовић     | шминкерка (2 еп. 1982)               |
| Менаџер продукције        | Радојко Јоксић       | организатор (2 еп. 1982)             |
| Менаџер продукције        | Слободан Радовановић | вођа снимања (2 еп. 1982)            |
| Помоћник режије           | Мирослав Лазић       | први помоћник редитеља (2 еп. 1982)  |
| Помоћник режије           | Душко Марковић       | други помоћник редитеља (2 еп. 1982) |
| Уметнички одсек           | Милија Анђелковић    | сценски реквизитер (2 еп. 1982)      |
| Уметнички одсек           | Борис Бан            | сценски реквизитер (2 еп. 1982)      |
| Уметнички одсек           | Љубомир Мршовић      | сценски реквизитер (2 еп. 1982)      |
| Уметнички одсек           | Зоран Прерадовић     | сценски реквизитер (2 еп. 1982)      |
| Уметнички одсек           | Петар Стоиљковић     | сценски реквизитер (2 еп. 1982)      |
| Одсек за звук             | Божидар Кнежевић     | тон мајстор (2 еп. 1982)             |
| Одсек за звук             | Небојша Мијовић      | микроман (2 еп. 1982)                |
| Одсек за звук             | Дарко Смиљанић       | микроман (2 еп. 1982)                |
| Специјални ефекти         | Вукашин Јанковић     | оружар (2 еп. 1982)                  |
| Специјални ефекти         | Живко Животић        | пиротехничар (2 еп. 1982)            |
| Одсек за камеру и расвету | Владимир Амиц        | вођа расвете (2 еп. 1982)            |
| Одсек за камеру и расвету | Деспот Деспотовић    | сниматељ (2 еп. 1982)                |
| Одсек за камеру и расвету | Војислав Илић        | (2 еп. 1982)                         |
| Одсек за камеру и расвету | Стојанче Иванов      | техничар за осветљење (2 еп. 1982)   |
| Одсек за камеру и расвету | Никола Кесић         | техничар за осветљење (2 еп. 1982)   |
| Одсек за камеру и расвету | Бранислав Кузмановић | пратилац камере (2 еп. 1982)         |
| Одсек за камеру и расвету | Драган Лончар        | техничар за осветљење (2 еп. 1982)   |
| Одсек за камеру и расвету | Слободан Обрадовић   | пратилац камере (2 еп. 1982)         |
| Одсек за камеру и расвету | Милован Протић       | техничар за осветљење (2 еп. 1982)   |
| Одсек за камеру и расвету | Милан Рајковић       | сниматељ (2 еп. 1982)                |
| Одсек за камеру и расвету | Младен Релић         | пратилац камере (2 еп. 1982)         |
| Одсек за костим           | Хајдана Булајић      | асистент костимграфа (2 еп. 1982)    |
| Одсек за костим           | Љубица Филиповић     | гардеробер (2 еп. 1982)              |
| Одсек за костим           | Радиша Милојевић     | гардеробер (2 еп. 1982)              |
| Одсек за монтажу          | Драган Ковачевић     | видео миксер (2 еп. 1982)            |
| Музички одсек             | Варткес Баронијан    | музички сарадник (2 еп. 1982)        |
| Остала екипа              | Јелена Јовановић     | секретар режије (2 еп. 1982)         |